# Aulus Postumius Tubertus
Pour les articles homonymes, voir Postumius.
Aulus Postumius Tubertus est un homme politique de la République romaine, dictateur en 431 av. J.-C.

## Famille
Il est membre des Postumii Tuberti, branche de la gens Postumia.

## Biographie

### Maître de cavalerie (434)
En 434 av. J.-C., les consuls nomment Mamercus Aemilius Mamercinus comme dictateur afin de faire face à la menace que représentent Faléries et les cités d'Étrurie, alliés potentiels de Véies. Mamercinus choisit Tubertus pour maître de cavalerie. Finalement, les Véiens n'obtiennent pas l'aide escomptée et aucune guerre n'est engagée,.

### Dictateur (431)
En 431 av. J.-C., durant le consulat de Cnaeus Iulius Mento et Titus Quinctius Poenus Cincinnatus, le territoire de la République romaine est de nouveau attaqué par les Volsques et les Èques qui établissent deux camps séparés près du mont Algide. À Rome, le Sénat conseille la nomination d'un dictateur mais les consuls s'y refusent dans un premier temps. Ils cèdent finalement face à la pression exercée par les tribuns de la plèbe. Ne parvenant pas à se mettre d'accord sur l'identité du dictateur, Titus Quinctius est tiré au sort pour le désigner et choisit son beau-père, Aulus Postumius Tubertus, qui a la réputation d'être un commandant strict et sévère. Tubertus prend Lucius Iulius Iullus pour maître de cavalerie,.
Le dictateur procède immédiatement à des levées et met à contribution ses alliés, les Latins et les Herniques, qui fournissent des contingents. Le consul Titus Quinctius est placé à la tête de la moitié des troupes tandis que son collègue Cnaeus Iulius reste à Rome. Titus Quinctius établit son camp à Lanuvium et Tubertus s'arrête à Tusculum. Le camp du consul est attaqué de nuit. Tubertus envoie des renforts alors que Titus Quinctius défend sa position. Les Volsques et les Èques sont repoussés vers leur camp qui est pris d'assaut par les troupes romaines. L'intervention des troupes du dictateur décide de la victoire pour laquelle Tubertus obtient les honneurs d'un triomphe,. Tubertus laisse le commandement des armées au consul et retourne à Rome pour célébrer son triomphe et abdiquer.
La date de la dictature de Tubertus n'est pas bien établie. Il est possible qu'il ait en fait été nommé dictateur l'année précédente, durant le tribunat consulaire de Lucius Pinarius, Lucius Furius et Spurius Postumius. En ce cas, la tenue d'élections consulaires pourrait être de son fait, avant qu'il abdique,.
Selon Tite-Live, la tradition rapporte que Tubertus, à l'instar de Titus Manlius un siècle plus tard, aurait fait mettre à mort son propre fils pour avoir abandonné son poste lors de la bataille contre les Volsques et les Èques afin de réaliser un exploit individuel. Toutefois, cet épisode est considéré comme d'une authenticité douteuse par Tite-Live.